# Parapholis incurva
Parapholis incurva är en gräsart som först beskrevs av Carl von Linné, och fick sitt nu gällande namn av Charles Edward Hubbard. Enligt Catalogue of Life ingår Parapholis incurva i släktet ormaxsläktet och familjen gräs, men enligt Dyntaxa är tillhörigheten istället släktet ormaxsläktet och familjen gräs. Arten förekommer tillfälligt i Sverige, men reproducerar sig inte. Inga underarter finns listade i Catalogue of Life.

## Bildgalleri

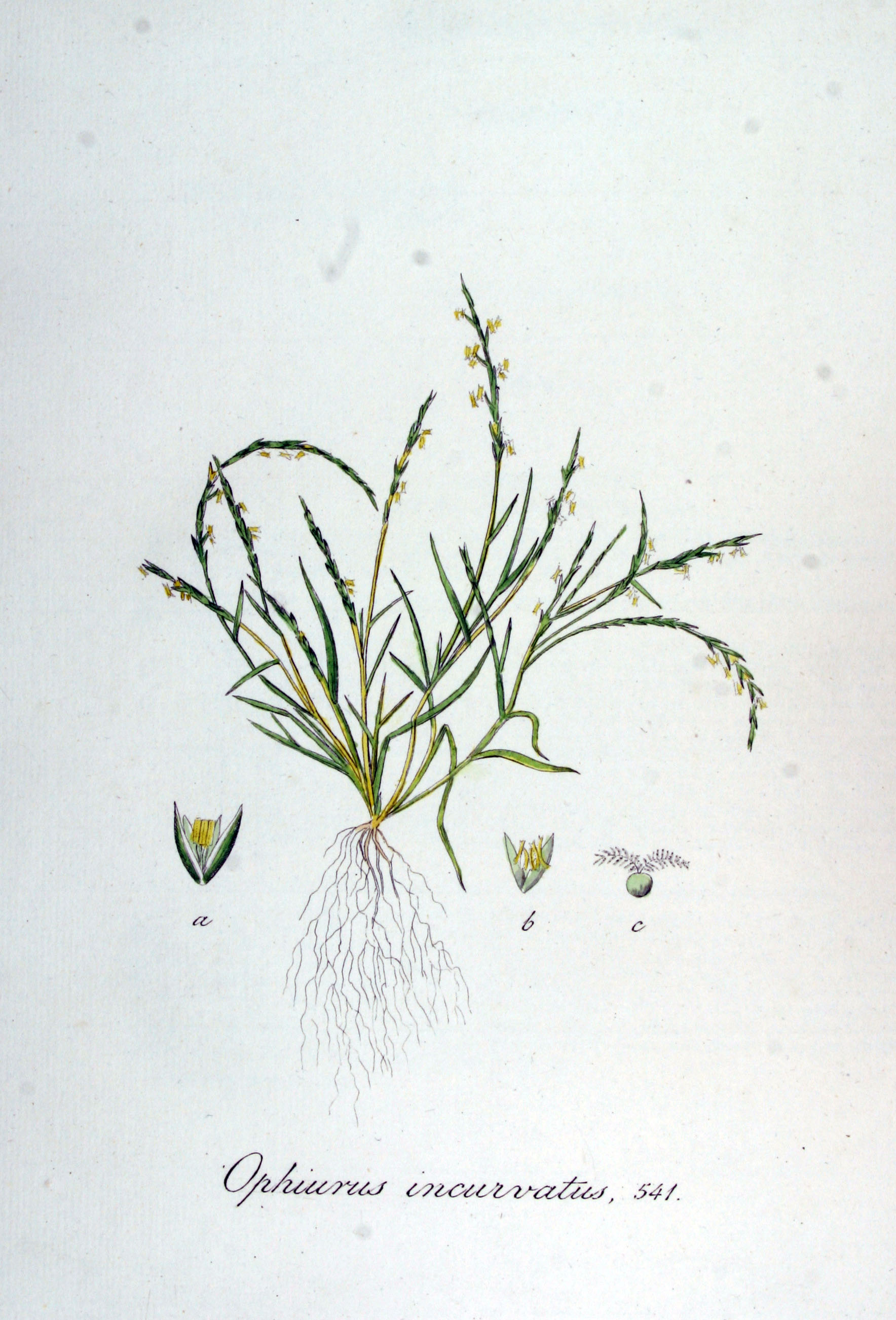
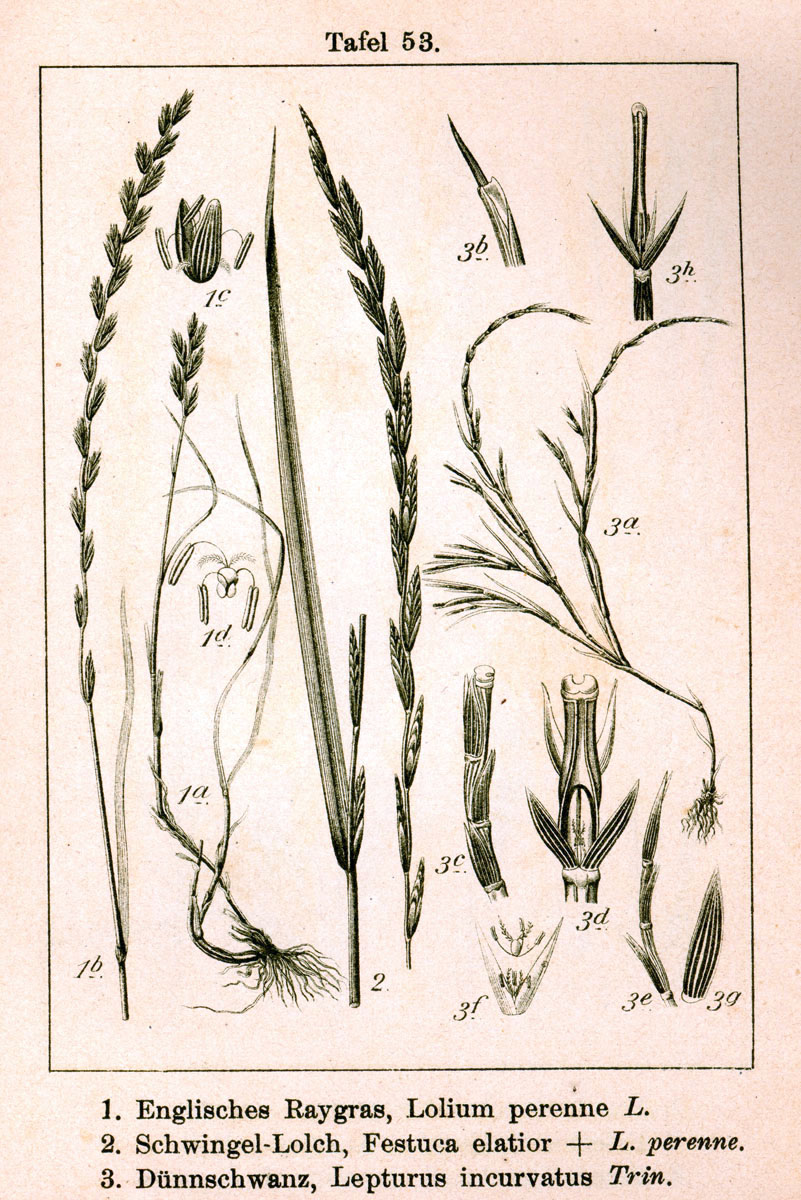